# Sotteville-lès-Rouen
Sotteville-lès-Rouen é uma comuna francesa na região administrativa da Normandia, no departamento de Sena Marítimo. Estende-se por uma área de 7,44 km².

## Demografia
Evolução da população da comuna:
| 1793  | 1800  | 1806  | 1821  | 1831  | 1836  | 1841  | 1846  | 1851  |
| ----- | ----- | ----- | ----- | ----- | ----- | ----- | ----- | ----- |
| 3 000 | 1 806 | 3 107 | 3 710 | 3 912 | 3 926 | 3 971 | 3 993 | 4 960 |

| 1856  | 1861  | 1866   | 1872   | 1876   | 1881   | 1886   | 1891   | 1896   |
| ----- | ----- | ------ | ------ | ------ | ------ | ------ | ------ | ------ |
| 8 851 | 8 890 | 10 630 | 10 592 | 11 763 | 13 092 | 15 304 | 16 384 | 17 192 |

| 1901   | 1906   | 1911   | 1921   | 1926   | 1931   | 1936   | 1946   | 1954   |
| ------ | ------ | ------ | ------ | ------ | ------ | ------ | ------ | ------ |
| 18 535 | 19 042 | 21 026 | 22 614 | 23 364 | 24 854 | 26 657 | 18 469 | 25 625 |

| 1962 | 1968   | 1975   | 1982   | 1990   | 1999   | 2006   | 2008   | - |
| --- | ------ | ------ | ------ | ------ | ------ | ------ | ------ | - |
| 33 443 | 34 495 | 31 659 | 30 558 | 29 544 | 29 553 | 30 076 | 30 042 | - |
| Para os censos de 1962 a 2006 a população legal corresponde à popolução sem duplicidades, segundo define o INSEE. |        |        |        |        |        |        |        |   |

De 1999 a 2008, a taxa média de crescimento populacional foi de 0,2% ao ano, a taxa de natalidade 12,8 por mil habitantes e a taxa de mortalidade 10,9 por mil habitantes.